# JR貨物UF11A形コンテナ
UF11A形コンテナ（UF11Aがたコンテナ）は、日本貨物鉄道（JR貨物）輸送用として籍を編入している、12 ft 私有コンテナ（冷凍コンテナ）である。
形式の数字部位 「 11 」は、コンテナの容積を元に決定される。このコンテナ容積11 m3の算出は、厳密には端数を四捨五入計算のために、内容積10.5 m3 - 11.4 m3の間に属するコンテナが対象となる
。また形式末尾のアルファベット一桁部位 「 A 」は、コンテナの使用用途（主たる目的または、構造）が 「 非危険物（いわゆる汎用品） 」を表す記号として付与されている。1988年より登録が開始された。

## 番台毎の概要
利用形態は、0番台のみで、JR貨物に登録された冷凍コンテナ形式としては、最小型に属するタイプである。年間を通して根強い需要のある切花や生花の長距離の輸送には、軽量ながらもかさ張りやすい積荷の性質上、現状では比較的庫内容積の大きい専用の鮮度維持機能を備えた、特殊仕様のトラックで輸送されていたためにチャーター運賃の関係上、ある程度のまとまった出荷量が必要となっていた。そこで出荷量が少ないものの、全国に販路を求めていた新しい荷主獲得のために、トラックより比較的積載容積の小さいコンテナで、初の試みとして冷凍機部位の一角に設置された水タンクを霧状に庫内に散布して、積荷の鮮度維持を図る新しいタイプの冷凍コンテナとして試作された。

### 0番台

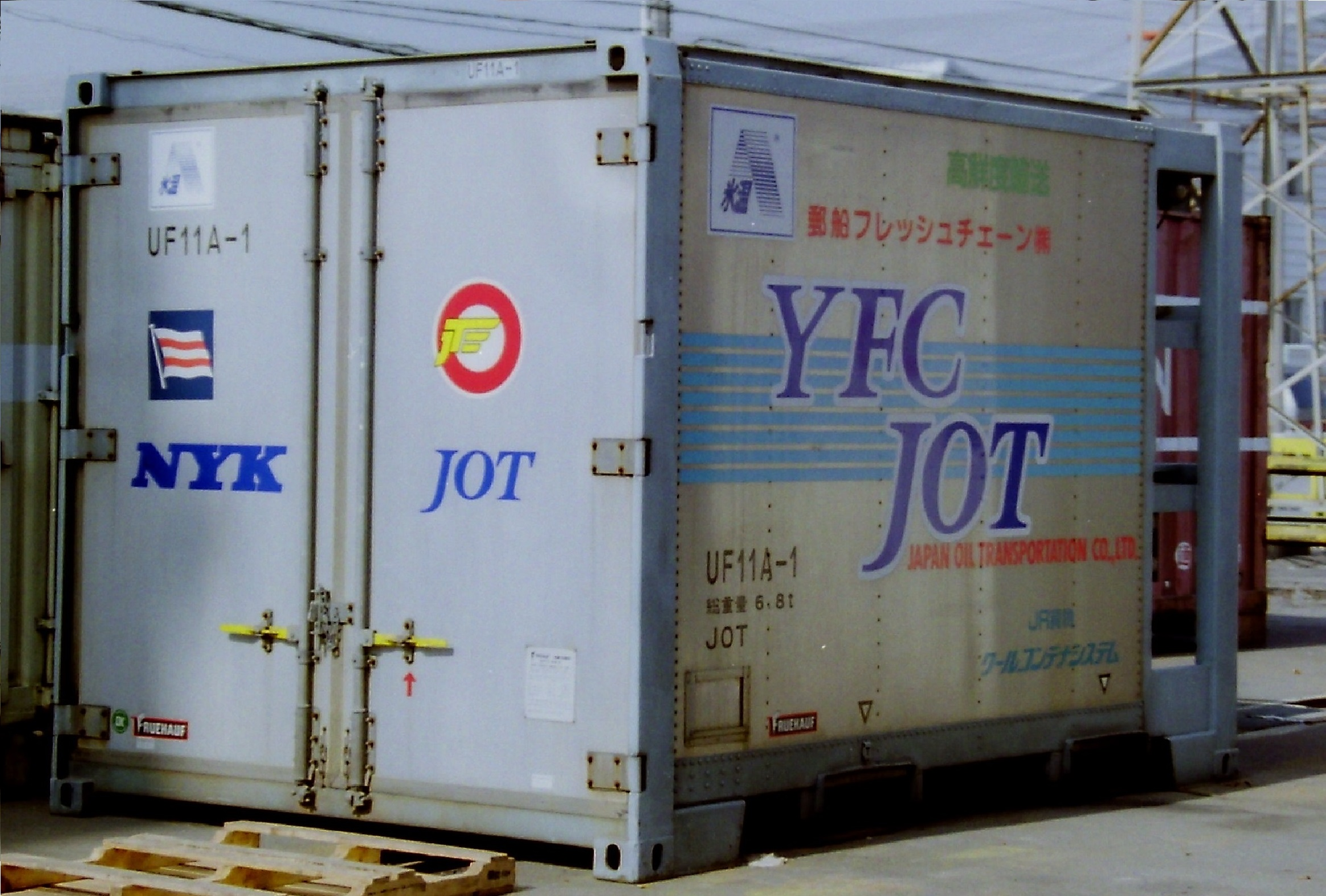
UF11A-1 日本石油輸送所有、郵船フレッシュチェーン借受。
片妻壁側一方のみ（画像の左側）が観音開き仕様。
1995年3月、東京貨物ターミナル駅にて。

1 ・ 2
1989年に、日本フルハーフにて製造され日本石油輸送が所有する。郵船子会社の郵船フレッシュチェーンが借り受けて、『高鮮度輸送』をキャッチフレーズとして登録された。片側妻面一方開きの12 ft形である。総重量は6.8 t、荷重は4.05 t、自重は通常の冷凍機器一式の他、噴霧用の水タンクや、専用のミスト発生装置などを備えているために2.705 tと、5 tタイプとしてはかなりの自重となっている。